# ぺんてる グラフ1000

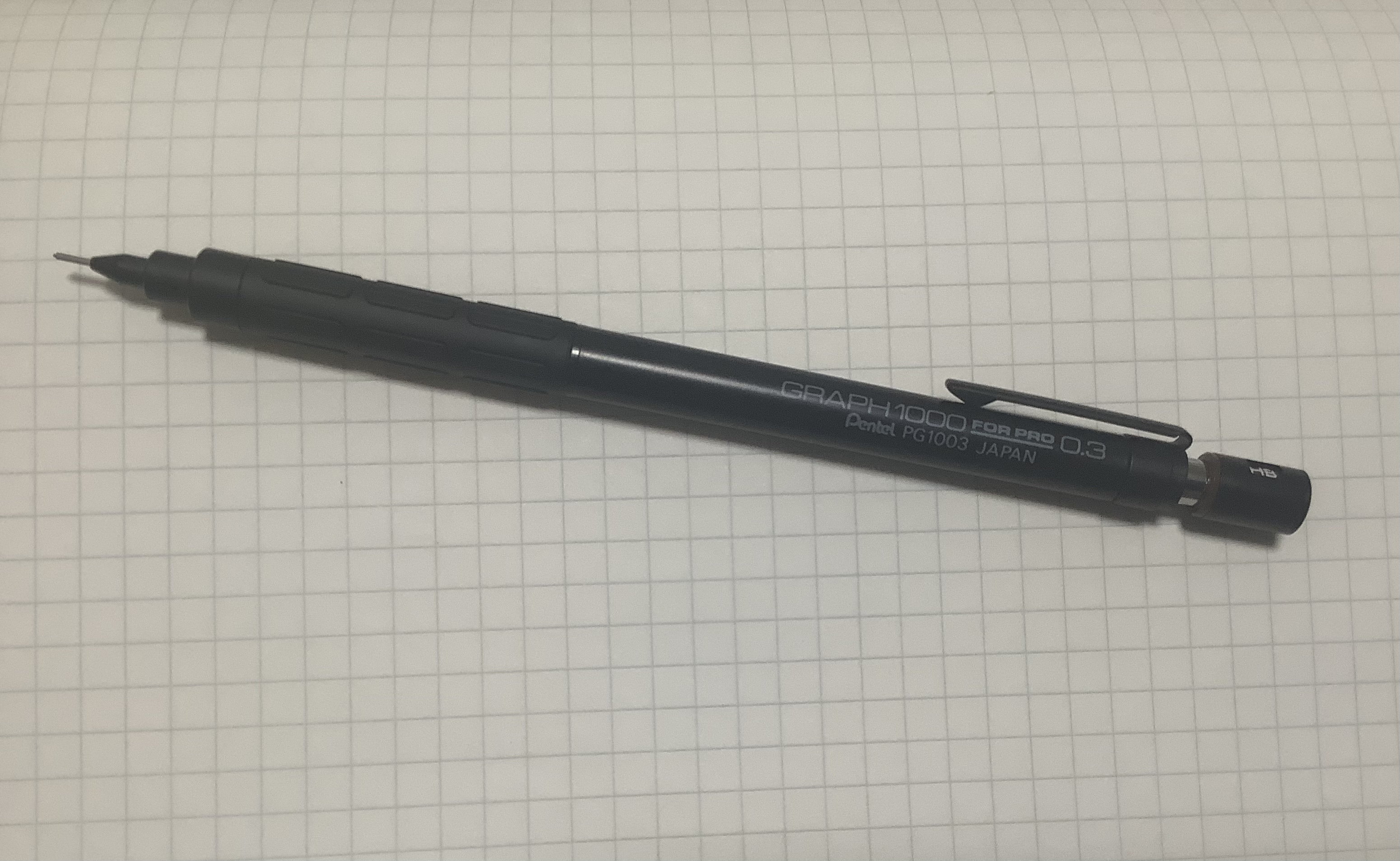
グラフ1000FOR PRO 0.3mmモデル。

ぺんてる グラフ1000は、ぺんてるが1986年から製造する製図用シャープペンシルである。メーカー希望小売価格は1000円で、他社と一線を画する製図用シャープペンシルとして開発され、現在も生産と販売が続いている。

## 概要
1986年にFOR PROが発売され、2000年前後に軸を再生樹脂に変更するなど、数度のマイナーチェンジを経て今の形状となった。いくつかの独特な設計がなされており、以下に例を示す。
- 芯を出すためのチャック開放部品がボディに内蔵されており、先金が緩んでもノックが正常に出来る。
- 当時では珍しく先端は円錐状ではなく段差がついている。これにより手元の視界が改善されている。
- グリップ部分においてF3構造と呼ばれる18個のラバーを金属製グリップから露出させる構造にすることで、滑りづらいながらも手元がぶれる事を防いでいる。
- 先金がシルバーのものが多かったのに対してマットブラックにし、反射によって気が散ることがない。

これら等の特徴によって多くの設計者や建築士だけでなく一般の人々から支持され、2014年時点で出荷本数は1000万本を突破している。

## 展開
現在のシリーズ展開は以下の通り。カッコ内は芯径。

### FOR PRO (0.3/0.4/0.5/0.7/0.9)
当初から販売されている主力シリーズ。5種の芯径を取り揃えている。芯径ごとにキャップ部分の色が異なり、0.3から順に茶、緑、白、青、黄となっている。

### CS (0.3/0.5）
2013年に展開が開始されたシリーズ。前述のものとは違い、先金とグリップの金属部分はシルバーで、色も黒と赤の他に0.5mmにのみ青が用意されている。

### LIMITED (0.3/0.5)
ロフトや東急ハンズ、TSUTAYAなど様々な場所で展開されるシリーズ。様々なカラーが存在している。そのバリエーションはとても豊富で、自分に合ったカラーを見つけることができる。